# Fiep Westendorp
Sophia Maria Fiep Westendorp (* 17. Dezember 1916 in Zaltbommel; † 3. Februar 2004 in Amsterdam) war eine niederländische Illustratorin, die vor allem für die Zeichnungen von Jip en Janneke bekannt wurde.

## Leben und Werk
Fiep Westendorp wurde am 17. Dezember 1916 geboren. Ihre Eltern waren Lehrer, bei ihrem Vater, einem autoritären, aufbrausenden, strengen Mann hatte sie in der fünften Klasse selbst Unterricht. Sie hatte einen drei Jahre älteren Bruder, Joop, und eine drei Jahre jüngere Schwester, Aja. Für Fiep Westendorp war bereits früh klar, dass sie Illustratorin werden wollte. Sie besuchte die Hogereburgerschool, welche sie 1933 abschloss und danach bis 1938 die Königliche Schule für Kunst, Technik und Handwerk in Den Bosch. Von 1938 bis 1940 studierte sie an der Willem de Kooning Academie in Rotterdam. Ihren ersten Auftrag als Illustratorin führte sie 1937 aus, in dem sie den Reiseführer Zaltbommel illustrierte. Es folgte 1939 die Anfertigung eines Wandgemäldes für den Ratssaal des Rathauses in Lekkerkerk.
Als sie im Alter von 23 Jahren ihren Abschluss gemacht hatte, erhielt sie ein eigenes Atelier an der Akademie, welches jedoch nach der Bombardierung von Rotterdam aufgegeben werden musste und Westendorp kehrte in ihr Elternhaus nach Zaltbommel zurück. Dort wurde sie die Assistentin der Puppenspielerin Cia van Boort. Wenig später zog sie nach Den Haag und mietete sie sich bei Jan van Rheenen in der Laan Copes van Cattenburch ein Zimmer. Für Van Rheenen fertigte sie Illustrationen für das Wochenmagazin Cinema & Theater. Nachdem sie bemerkt hatte, dass Van Rheenen mit der Nationaal-Socialistische Beweging sympathisierte, suchte sie sich eine andere Unterkunft und zog in ein Haus, in dem auch Clara Eggink und Jan Campert lebten. Sie fertigte Illustrationen für den Koninklijke Nederlandse Toeristenbond ANWB und den Het Financieele Dagblad an. Sie kehrte 1943 zu ihren Eltern zurück, nachdem ihr Aufenthalt in Den Haag unsicher wurde. Westendorp hatte einige Affären mit Männern, wollte jedoch nicht heiraten.

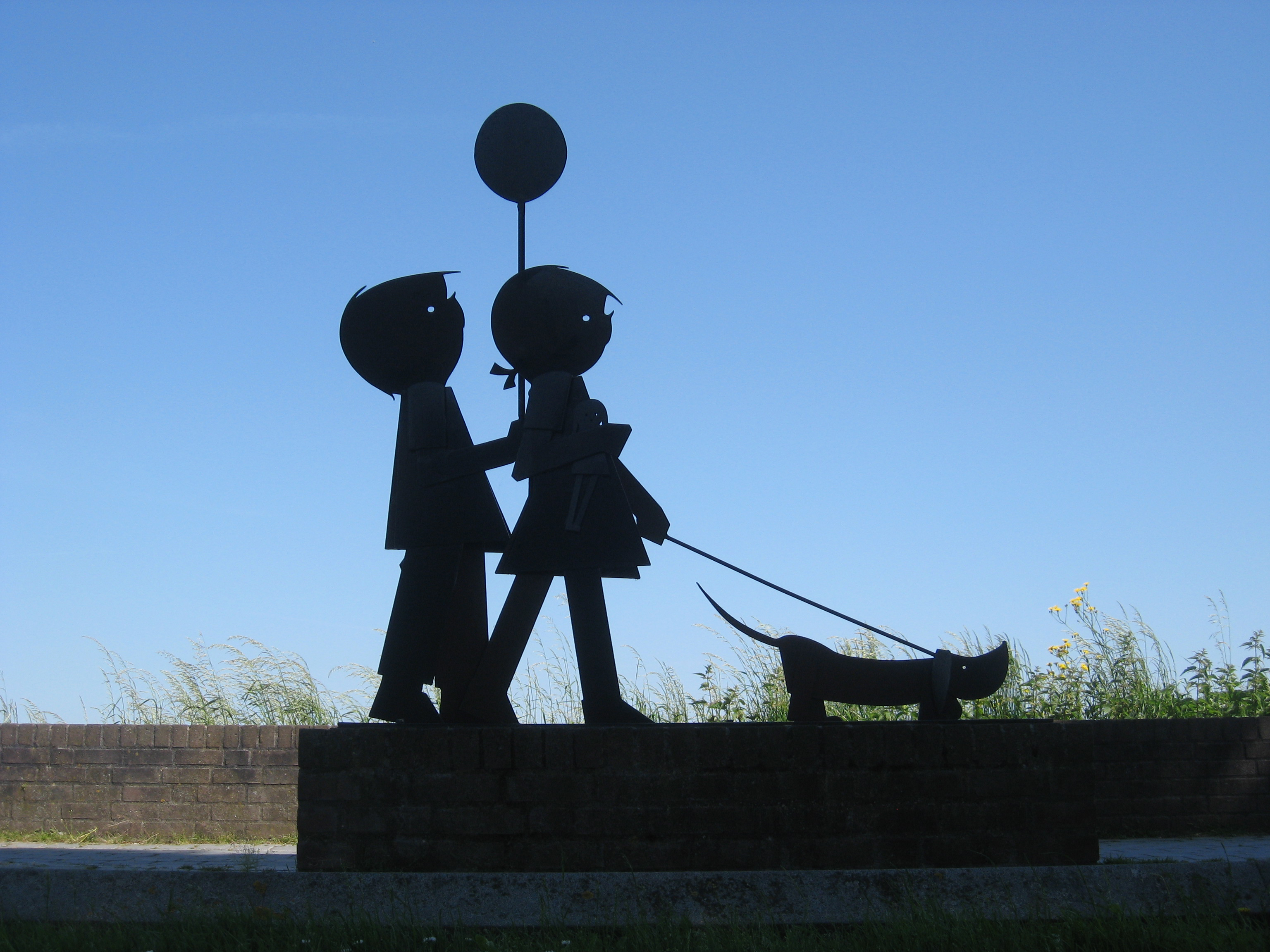
Denkmal für Jip en Janneke

Nach der Befreiung der Niederlande zog sie nach Amsterdam. Sie bekam durch die Vermittlung von Adriaan Roland Holst ein Zimmer in der De Lairessestraat zugewiesen. Sie fertigte weiter Illustrationen für Zeitschriften und bekam Anfragen von Verlagen wie De Bezige Bij, J. M. Meulenhoff, Uitgeverij Holland und Atlas Contact für Illustrationen. Westendorp illustrierte unter anderem Die roten Schuhe von Hans Christian Andersen, Ideen. Das Buch Le Grand von Heinrich Heine, Jane Eyre von Charlotte Brontë und weitere. Sie fertigte auch ihre ersten Werbezeichnungen für den Van Campen-Verlag an. Ihre erste Zeichnung in Het Parool erschien 1946, zwei Jahre später wurde sie feste Mitarbeiterin der Zeitung und fertigte am 12. Mai 1949 ihre erste Zeichnung für die Frauenseite. Bei Het Parool lernte sie Annie M. G. Schmidt kennen und es entwickelte sich eine Freundschaft. Ab 1952 zeichnete sie Jip en Janneke für die Kinderseite von Het Parool. Die Kindergeschichtenreihe „Pim en Pom“ von Mies Bouhuys illustrierte sie ab 1957. Charakteristisch für Westendorps Schwarz-Weiß-Zeichnungen sind elegante Formen, spitze Nasen und weit aufgerissene Augen.
Mit Schmidt arbeitete sie auch an Werbebroschüren für Kinder. Neben Illustrationen schuf Fiep Westendorp in den 1960er Jahren auch mehrere Gemälde, darunter ein Wandgemälde für das Kinderzimmer des Kreuzfahrtschiffes Nieuw Amsterdam der Holland-America Line. Westendorp war zu der Zeit eine beliebte Illustratorin und 1969 die erste niederländische Illustratorin, die Zeichnungen für UNICEF anfertigte. Sie begann mehr in Farbe, statt schwarz/weiß zu arbeiten und fertigte Farbzeichnungen von „Jip en Janneke“ sowie „Pim en Pom“ an.
Mit der Kunsthistorikerin und Autorin Gioia Smid arbeitete Westendorp im Jahr 2000. Kennengelernt hatte sie Smid 1983 während der Vorbereitungen für eine Ausstellung über Annie M.G. Schmidt. Smid erstellte ein Westendorp-Archiv und gestaltete eine Ausstellung ihrer Arbeiten für die Kunsthal Rotterdam 2003 bis 2004. Zu der Ausstellung erschien auch die Biografie „Signed: Fiep Westendorp“  und eine gleichnamige AVRO-Dokumentation. Eine Ausstellung über „Jip en Janneke“ im Maarten van Rossum Museum in Zaltbommel fand 2003 statt. Gegen Ende des Jahres 2003 erlitt Westendorp eine Atemwegsinfektion und einen Herzinfarkt, von denen sie sich nie mehr erholte. Fiep Westendorp starb am 3. Februar 2004 und wurde auf dem städtischen Friedhof in Laren beigesetzt. Am Tag nach ihrem Tod wurde bekannt gegeben, dass sie durch königlichen Erlass vom 26. Januar 2004 zur Offizierin des Ordens von Oranien-Nassau ernannt worden war.

## Nachleben
Die Rechte an ihrem Werk erbte die „Fiep Westendorp Foundation“. Die Stiftung kümmerte sich nach ihrem Tod um ihren Nachlass. Sie spendete ihren Zeichentisch dem Maarten van Rossum Museum. Eine Ausstellung im Jahr 2004 fand in Tokio statt. Zwei Jahre später veröffentlichte Smid, die viele Bücher gemeinsam mit Fiep Westendorp herausgebracht hatte, eine neue Biografie: „Für die Frau, aber nicht für sie allein ... Fiep Westendorp“, eine Anspielung auf die Kolumne von Schmidt in „Het Parool“. Vom 16. November 2006 bis 11. März 2007 war die Ausstellung „Fiep in de Krant“ im Pressemuseum in Amsterdam zu sehen. 2009 wurde in Zaltbommel eine Allee nach ihr benannt.
Fiep Westendorp fertigte mehr als sechstausend Zeichnungen an und illustrierte mehr als zweihundert Bücher. Sie schuf ich eine eigene Welt, die den Geschichten diente, die sie illustrierte und achtete stets darauf, nicht den Höhepunkt der Geschichte darzustellen: Der Höhepunkt galt dem Autor. Fiep Westendorp hat sich bewusst für ein Leben im Schatten von Annie M.G. Schmidt entschieden. Sie mochte keine Wettbewerbe, keine Werbung und keine Interviews: „Lass mich einfach zeichnen, das ist das Beste, was es gibt. Wenn ich zeichne, bin ich in meinem privaten Himmel.“ Erst nach Schmidts Tod im Jahr 1995 erlangte sie größere Anerkennung. Fiep Westendorp ist vor allem für ihre Illustrationen zu Schmidts „Jip en Janneke“-Geschichten und für Mies Bouhuys Geschichten über die Katzen Pim und Pom bekannt.